# Henry Forster, I barone Forster
Henry William Forster, I barone Forster (Kent, 31 gennaio 1866 – 15 gennaio 1936) è stato un politico britannico, governatore generale dell'Australia dal 1920 al 1925.
Studia al college di Eton e a Oxford, e nel 1890 sposa Rachel Montagu.  Dalla loro unione nasceranno due figli, John Forster e Alfred Henry Forster, entrambi uccisi durante la prima guerra mondiale e due figlie, Dorothy Charlotte Forster e Emily Rachel Forster. Egli è un giocatore di cricket di prima classe ed è stato presidente del prestigioso Marylebone Cricket Club. Forster è anche un fantino esperto.
Nel 1892 Forster conquista un seggio parlamentare dopo essersi candidato nelle file dei conservatori e entra nel governo prima Salisbury e,  durante il primo conflitto mondiale, nei governi di unità nazionale. Nel 1919 Forster diventa membro della camera dei Lord come Baron Forster, di Lepe nella Contea di Southampton. Nel giugno del 1920 a Forster accetta la carica di Governatore Generale dell'Australia e il 28 giugno dello stesso anno viene nominato cavaliere dell'Ordine di St Michael e St George.
Per la prima volta viene chiesto il gradimento del governo australiano sul nome del Governatore. Il ministro delle Colonie Alfred Milner, sottopone al premier Billy Hughes, due altri nomi ma Hughes approva la nomina di Forster.  Si ritiene che Hughes preferisce Forster per la sua modesta reputazione e perché ritiene di poterlo controllare agevolmente.
Forster al suo arrivo nell'ottobre del 1920 trova un'atmosfera politica aspra che ha sostituito la congeniale politica dell'ante guerra. Il partito nazionalista del premier domina la scena politica e l'opposizione laburista si è spostata a sinistra assumendo connotati anti imperialisti, pacifisti e marcatamente socialisti. 
Ma Forster non gioca un ruolo diretto nella vita politica australiana. Del resto l'unico cambiamento verificatosi nei cinque anni del suo mandato è stato la nomina a premier di Stanley Bruce che nel febbraio del 1923 sostituisce Hughes alla guida dei nazionalisti. Forster non avrà alcun ruolo nelle manovre che favoriscono questo cambiamento anche perché il ruolo politico del Governatore era calato durante il mandato del suo predecessore.  Mentre Ronald Munro-Ferguson cercò di opporsi al declino del rappresentante della monarchia, Forster, forse a causa della sua debole personalità, sembra accettarlo serenamente.
Forster diventò così il capostipite dei moderni Governatori Generali, interpretando scrupolosamente la funzione simbolica e cerimoniale che ormai veniva attribuita alla istituzione da lui incarnata. Forster apre le feste, visita ospedali, partecipa come spettatore agli eventi sportivi, ospita balli e banchetti e si astiene da qualsiasi intervento nella vita politica australiana. In breve tempo il nuovo Governatore diventa molto più popolare dei suoi predecessori, anche grazie alla moglie che si dedica alle opere caritatevoli.
Forster terminerà senza clamori il suo mandato nell'ottobre del 1925 e trascorrerà serenamente gli ultimi 11 anni della sua vita vicino a Southampton in Inghilterra.
In ricordo della consorte di Forster esiste a Port Melbourne Victoria il giardino d'infanzia Lady Forster.